# Anemone amurensis
Anemone amurensis là một loài thực vật có hoa trong họ Mao lương. Loài này được (Korsh.) Kom. mô tả khoa học đầu tiên năm 1904.